# Anna Zuzanna von Larisch
Anna Zuzanna von Larisch później Anna Zuzanna Henckel von Donnersmarck (ur. 10 kwietnia 1713 w Sadach Górnych, zm. 5 listopada 1761 w Świerklańcu) – szlachcianka.

## Życiorys

### Tło rodzinne i pochodzenie
Anna Zuzanna von Larisch urodziła się 10 kwietnia 1713 roku w Sadach Górnych koło Jawora na Dolnym Śląsku. Pochodziła z zacnego śląskiego rodu szlacheckiego Larisch – była córką barona Adama Wacława von Larisch, pana na dobrach Naczęsławice (Gross Nimsdorf) i innych posiadłościach. Jej ojciec zmarł w 1714 roku, gdy Anna Zuzanna była jeszcze niemowlęciem, a opiekę nad majątkiem i wychowaniem córki przejęła rodzina. Rodzina Larisch wywodziła się ze Śląska i przez pokolenia piastowała lokalne godności ziemskie. Dzięki koligacjom rodzinnym oraz służbie Habsburgom jej krewni uzyskali tytuły szlacheckie (m.in. baronowskie) i posiadali liczne majątki, co sytuowało ich w gronie wpływowej arystokracji regionu. Wychowując się w takim środowisku, młoda Anna Zuzanna od dziecka była przygotowywana do roli damy ówczesnego dworu i do wejścia w związki z innymi znaczącymi rodami.

### Życie osobiste i małżeństwo
W wieku zaledwie 16 lat, 8 listopada 1729 roku, Anna Zuzanna poślubiła hrabiego Karola Erdmanna Henckel von Donnersmarck – dziedzicznego pana państwa Świerklaniec-Tarnowskie Góry na Górnym Śląsku. Małżeństwo to zostało zawarte w Cieszynie i miało charakter aliansu dwóch wpływowych rodów śląskich (Larischów z Dolnego Śląska i Henckel von Donnersmarck z Górnego Śląska). Karol Erdmann (ur. 1695, zm. 1760) był baronem i hrabią Cesarstwa, starostą bytomskim oraz panem Tarnowskich Gór – należał do elity śląskiej arystokracji tamtych czasów. Związek Anny Zuzanny i Karola Erdmanna okazał się bardzo trwały i owocny pod względem rodzinnym. Para. Najstarszym synem był Erdmann Gustaw Henckel von Donnersmarck (ur. 1734), który zgodnie z zasadą majoratu odziedziczył główną część rodzinnych dóbr (państwo świerklanieckie z Tarnowskimi Górami). Większość pozostałych dzieci zmarła jednak młodo lub nie odegrała większej roli publicznej. Dzięki temu małżeństwu Anna Zuzanna stała się matriarchinią kolejnego pokolenia rodu Henckel von Donnersmarck, umacniając więzi rodzinne między starymi śląskimi dynastiami.

### Działalność publiczna i dworska
Anna Zuzanna, jako żona jednego z najwyżej postawionych magnatów śląskich, pełniła obowiązki pani dworu w Świerklańcu. Wraz z mężem zarządzała rozległymi dobrami i rezydencjami rodowymi. Dwór Donnersmarcków słynął z gościnności – wydarzeniem w życiu hrabiego i miasta Tarnowskie Góry była m.in. wizyta w 1734 roku elekta saskiego Fryderyka Augusta (późniejszego króla Polski Augusta III), zdążającego przez Śląsk na koronację w Krakowie.
Po ślubie Anna Zuzanna przeniosła się na Górny Śląsk, do głównej rezydencji męża w Świerklańcu. Zamieszkała w tamtejszym zamku, który stał się jej domem na resztę życia. Świerklaniec – siedziba rodowa Donnersmarcków – był otoczony rozległym parkiem i uchodził za jedną z najbardziej okazałych rezydencji w okolicy. Stamtąd Anna Zuzanna zarządzała wraz z mężem swoimi dobrami. W skład ich posiadłości wchodziło m.in. miasto Tarnowskie Góry (ważny ośrodek górniczy, znany z dawnych kopalń srebra i ołowiu) oraz okoliczne wsie i folwarki. Jako właściciele państwa tarnogórsko-świerklanieckiego czerpali dochody z ceł, czynszów i dóbr ziemskich, a także z dzierżawy dawnej kopalni tarnogórskiej. 

### Dziedzictwo i upamiętnienie
Anna Zuzanna von Larisch zmarła 5 listopada 1761 roku w Świerklańcu, przeżywszy swojego męża o nieco ponad rok. Została pochowana w rodowym cmentarzu ewangelickim w Świerklańcu, zwanym Waldkirchhof (leśnym cmentarzem). Nekropolia ta, położona na skraju lasu w pobliżu wsi Nowe Chechło, służyła Donnersmarckom jako miejsce spoczynku już od lat 30. XVIII wieku. Najstarszy znany pochówek to 1739 rok (Urszula Helena, szwagierka Anny Zuzanny). W kolejnych dekadach pochowano tam także samą Annę Zuzannę, jej męża Karola Erdmanna (1760) oraz kilkoro ich dzieci i krewnych. 